# بيلي برستون
بيلي برستون (26 أكتوبر 1997 بريدوندو بيتش في الولايات المتحدة - ) (بالإنجليزية: Billy Preston)‏ هو لاعب كرة سلة أمريكي في مركز هجوم قوي الجسم. لعب مع كانساس جايهوكس ‏.

## وصلات خارجية
- بيلي برستون على موقع الدوري التايواني الممتاز لكرة السلة (الصينية)
- بيلي برستون على موقع سبورتس رفرنس (الإنجليزية)
- بيلي برستون على موقع كرة السلة الأوروبية.كوم (الإنجليزية)
- بيلي برستون على موقع ريلجم (الإنجليزية)
- بيلي برستون على موقع بروبوليرز (الإنجليزية)
- بيلي برستون على موقع سبورتس رفرنس (الإنجليزية)
- بيلي برستون على موقع سبورتس رفرنس (الإنجليزية)